# Yingshang
Yingshang är ett härad i staden Fuyang i provinsen Anhui i östra Kina.

## Administrativ indelning
Häradet är indelat i 22 köpingar och åtta socknar (varav en etnisk minoritetssocken).
Köpingar (zhen):

- Balihe (八里河镇)
- Bangang (半岗镇)
- Chenqiao (陈桥镇)
- Digou (迪沟镇)
- Gengpeng (耿棚镇)
- Gucheng (古城镇)
- Hongxing (红星镇)
- Huangqiao (黄桥镇)
- Jiangdianzi (江店孜镇)
- Jiangkou (江口镇)
- Liushipu (六十铺镇)
- Lukou (鲁口镇)
- Nanzhao (南照镇)
- Runhe (润河镇)
- Shencheng (慎城镇)
- Shibalipu (十八里铺镇)
- Wanggang (王岗镇)
- Xisanshipu (西三十铺镇)
- Xiaqiao (夏桥镇)
- Xieqiao (谢桥镇)
- Xinji (新集镇)
- Yanghu (杨湖镇)

Socknar (xiang):

- Chuigang (垂岗乡)
- Guantun (关屯乡)
- Huangba (黄坝乡)
- Jianying (建颍乡)
- Liuji (刘集乡)
- Shengtang (盛堂乡)
- Wushipu (五十铺乡)

Etnisk minoritetssocken (zu xiang):
- Saijian  (赛涧回族乡) (för huifolket)